# Ginnastica ai Giochi della I Olimpiade - Anelli

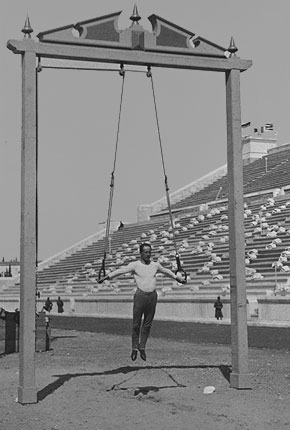
Weingartner agli anelli

La gara degli anelli dei Giochi della I Olimpiade fu uno degli otto eventi sportivi, riguardanti la ginnastica dei primi Giochi olimpici moderni, tenutosi ad Atene, il 9 aprile 1896.
Hanno partecipato alla competizione 8 atleti provenienti da tre nazioni. La gara, che si tenne nell'arena dello Stadio Panathinaiko di Atene era riservata ai soli atleti maschi, come tutte le competizioni dell'Olimpiade di Atene 1896.

## Risultati
| Posizione | Atleta              | Paese    |
| --------- | ------------------- | -------- |
|           | Iōannīs Mītropoulos | Grecia   |
|           | Hermann Weingärtner | Germania |
|           | Petros Persakis     | Grecia   |
| 4         | Carl Schuhmann      | Germania |
| ?         | Conrad Böcker       | Germania |
| ?         | Alfred Flatow       | Germania |
| ?         | Gustav Flatow       | Germania |
| ?         | Dezső Wein          | Ungheria |